# Al-Suwar
Al-Suwar (en arabe : صور) est une ville de Syrie située dans le nord du gouvernorat de Deir ez-Zor.

## Situation géographique
Al-Suwar se trouve sur la rive droite de la rivière Khabour.

## Histoire
Durant la guerre civile syrienne, la localité est reprise le 29 septembre 2017 par les Forces démocratiques syriennes (FDS) aux djihadistes de l'État islamique qui la contrôlait depuis trois ans,.